# 笹川友里
笹川 友里（ささがわ ゆり、1990年9月5日 - ）は、日本のフリーアナウンサー。ファッションモデル、元TBSテレビアナウンサー、setten Inc.代表取締役、女性のキャリア支援事業を展開する、NewMe株式会社共同創業CCO。
夫は日本フェンシング協会前会長・国際フェンシング連盟副会長で2008年北京オリンピック男子フルーレ個人銀、2012年ロンドンオリンピック男子フルーレ団体銀の太田雄貴。

## 来歴
神奈川県で生まれ、日本女子大学附属中学校・高等学校卒業後、日本女子大学へ進学。高校時代はチアリーディング部、大学時代は体育会ゴルフ部でそれぞれ活動する。
アナウンサーを目指し、就職活動でTBSテレビのアナウンサー採用試験を受験するも不合格になる。その後一般職の採用試験に合格し、2013年4月に入社。情報制作局情報二部に配属され、『王様のブランチ』などの番組でアシスタントディレクター (AD) を務めた。この時期に先輩の林みなほがブログで「美人AD」として紹介し、バラエティ番組『ガチャガチャV6』で「ADなのに女子アナ以上のムダ美人」として取り上げられるなど、「美人過ぎるAD」として話題になった。
2014年4月に編成局アナウンス部へ転属。ADからアナウンサーへの転身は異例の抜擢と話題になる。研修を経て、6月26日にTBSラジオ『大沢悠里のゆうゆうワイド』の「都民ニュース」で初めてアナウンスを担当した。同年7月から2019年3月まで、アナウンサーとして『王様のブランチ』の進行を担当した。2017年3月まで、同期入社でアナウンス職採用の国山ハセン(2022年12月に退社)と進行を担当した。同年4月5日から2018年3月28日まで、TBSラジオ『たまむすび』のパーソナリティ赤江珠緒の産前産後休暇期間に水曜日のパーソナリティを務めた。
2016年5月に当時フェンシングの現役選手だった太田と交際が報じられ、『王様のブランチ』で交際の事実を認め、2017年12月1日に両者のInstagramアカウントで結婚を同時に発表した。2018年4月20日に、京都市の平安神宮で挙式した。第1子を妊娠し2019年4月1日から産前産後休暇を取得、6月28日に出産を公表した。
2020年10月1日、仕事に復帰したことを自身のインスタグラムで公表した。
2021年2月7日、自らが担当するTBSラジオの番組『ママとパパのごきげんドライブ』の放送とその後に更新した自身のインスタグラムで「2月末でTBSを退職する」ことを表明した。以後も上記担当ラジオ番組は出演する。同月22日、新会社「setten」の設立を報告。2023年6月16日、女性のキャリア支援事業を展開する新会社「NewMe株式会社」を共同創業しCCOに就任。9月6日、第2子を妊娠したことを発表。12月25日、男児の出産を報告した。

### モデル
2021年3月5日発売のファッション雑誌『VERY』4月号から同誌の専属モデルを務める。2025年5月号から表紙モデルにも起用された。